# Велкро (компания)
Velcro, официално име Velcro IP Holdings LLC и търгувана като Velcro Companies, е британска частна компания, основана от швейцарския електроинженер Жорж дьо Местрал през 1950-те години, която е известна като производител на текстилните закопчалки велкро. Главният офис на компанията е разположен във Великобритания, но има офиси в няколко други европейски страни, както и в Манчестър (САЩ), Онтарио, (Канада), в Латинска Америка, Азия, Африка.
„Velcro“ е регистрирана търговска марка в много страни, търговско наименование на механизъм за бързо закопчаване на дрехи, обувки, чанти и други чрез прилепване на събираните части. Произвежда се от полиестер или найлон в различни цветове.
Този вид закопчаване е разработено през 1951 г. от швейцарския електроинженер Жорж дьо Местрал, след като изследвал бодливите семенни кутийки от репей. Събрал ги от козината на кучето си след един излет в Алпите през 1941 г. В края на бодличките забелязал миниатюрни кукички, които се прилепват веднага към влакнеста материя, но се разлепват със сила. След много опити Местрал успява да създаде текстилно подобие на репейния механизъм и го патентова през 1955 г. Постепенно той усъвършенства изобретението, докато то става годно да се пусне на пазара в края на 1950-те години.
Местрал назовава компанията си „Velcro“, която и до днес произвежда и предлага закопчаващата система. Думата е комбинация от френските термини Velours („кадифе“) и Crochet („кука за плетене“).
Компанията продължава да произвежда и предлага на пазара своята система за закрепване. Първоначално замислена като закопчалка за дрехи, днес велкро се използва в широк спектър от индустрии и приложения; включително здравеопазване, военни, сухопътни превозни средства, самолети и дори космически кораби. През 1972 г. НАСА използва велкро в космическите обувки и костюми от мисията „Аполо“. Използвали ги и по закачалките, за да прихващат свободно летящите предмети при нулева гравитация, и вътре в шлемовете като чесало.
В България са популярни и други наименования: самозалепваща лента, лента вега и „котешко езиче“.